# Phryganea sayi
Phryganea sayi är en nattsländeart som beskrevs av Milne 1931. Phryganea sayi ingår i släktet Phryganea och familjen broknattsländor. Inga underarter finns listade i Catalogue of Life.